# Estados Árabes Unidos
Los Estados Árabes Unidos (EAU; en árabe: الدول العربية المتحدة) fueron una confederación de corta duración entre Egipto, Siria (estos dos países ya formaban la República Árabe Unida) y el Reino de Yemen, proclamada en marzo de 1958 y disuelta en 1961.
La República Árabe Unida fue un Estado soberano, formado por la unión de Egipto y Siria en 1958. Ese mismo año, el Reino de Yemen, que ya había firmado un pacto de defensa con Egipto, se unió al nuevo Estado en una confederación que vino a llamarse los «Estados Árabes Unidos». No obstante, al contrario que los dos países miembros de la República Árabe Unida, Yemen permaneció como un Estado independiente y soberano. Este tercer país mantuvo su adhesión como miembro de la ONU y continuó con sus propias embajadas y delegaciones diplomáticas durante todo el período de la confederación.
Puesto que ni la unión ni la confederación lograron el fin último del panarabismo ni del nacionalismo árabe, esta fue disuelta en 1961.